# Grand Prix automobile d'Italie 2009
GP précédent GP suivant
Le Grand Prix automobile d'Italie 2009 (Formula 1 Gran Premio Santander d'Italia 2009), disputé sur le circuit de Monza le 13 septembre 2009, est la 816e course du championnat du monde de Formule 1 courue depuis 1950 et la treizième manche du championnat 2009.

## Essais libres

### Vendredi matin

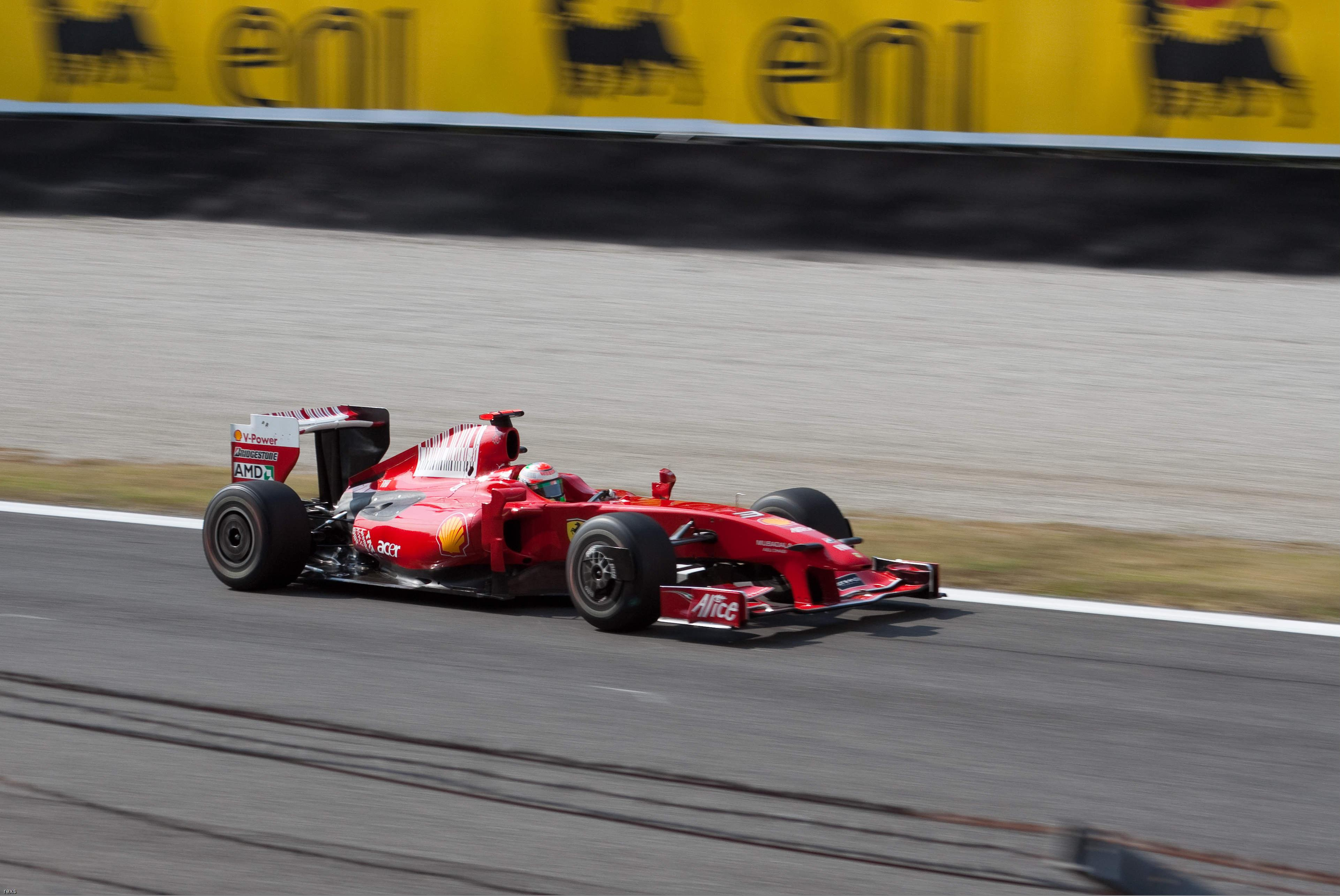
Giancarlo Fisichella fait ses débuts chez Ferrari pour son Grand Prix national

| Pos | Pilote            | Voiture              | Chrono         | Écart   |
| --- | ----------------- | -------------------- | -------------- | ------- |
| 1   | Lewis Hamilton    | McLaren-Mercedes     | 1 min 23 s 936 |         |
| 2   | Heikki Kovalainen | McLaren-Mercedes     | 1 min 24 s 332 | 0 s 396 |
| 3   | Adrian Sutil      | Force India-Mercedes | 1 min 24 s 471 | 0 s 535 |
| 4   | Fernando Alonso   | Renault              | 1 min 24 s 477 | 0 s 541 |
| 5   | Nick Heidfeld     | BMW Sauber           | 1 min 24 s 683 | 0 s 747 |
| 6   | Sébastien Buemi   | Toro Rosso-Ferrari   | 1 min 24 s 703 | 0 s 767 |

### Vendredi après-midi

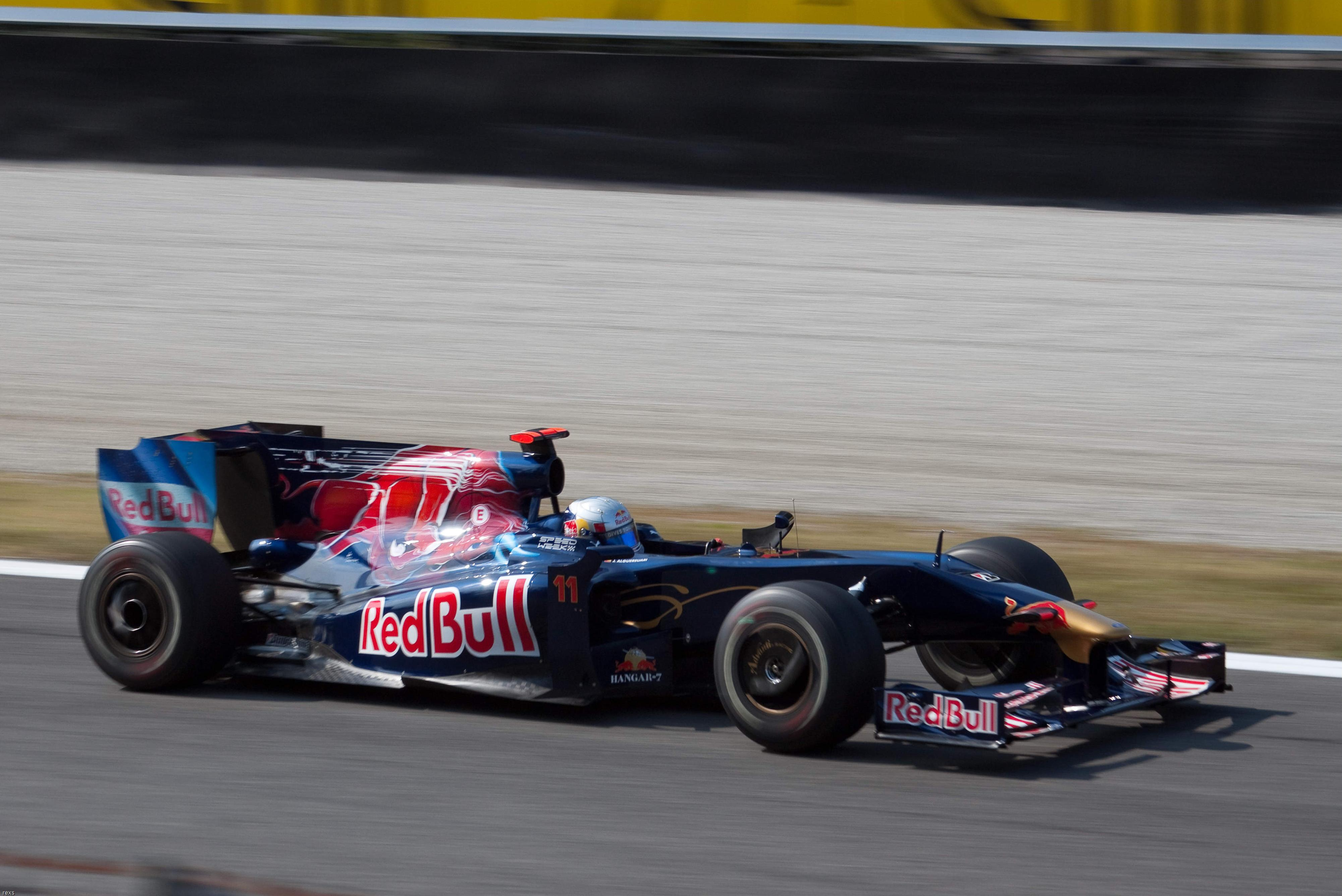
Jaime Alguersuari à Monza

| Pos | Pilote            | Voiture              | Chrono         | Écart   |
| --- | ----------------- | -------------------- | -------------- | ------- |
| 1   | Adrian Sutil      | Force India-Mercedes | 1 min 23 s 924 |         |
| 2   | Romain Grosjean   | Renault              | 1 min 24 s 163 | 0 s 239 |
| 3   | Fernando Alonso   | Renault              | 1 min 24 s 297 | 0 s 373 |
| 4   | Heikki Kovalainen | McLaren-Mercedes     | 1 min 24 s 482 | 0 s 558 |
| 5   | Robert Kubica     | BMW Sauber           | 1 min 24 s 622 | 0 s 698 |
| 6   | Timo Glock        | Toyota               | 1 min 24 s 634 | 0 s 710 |

## Samedi matin

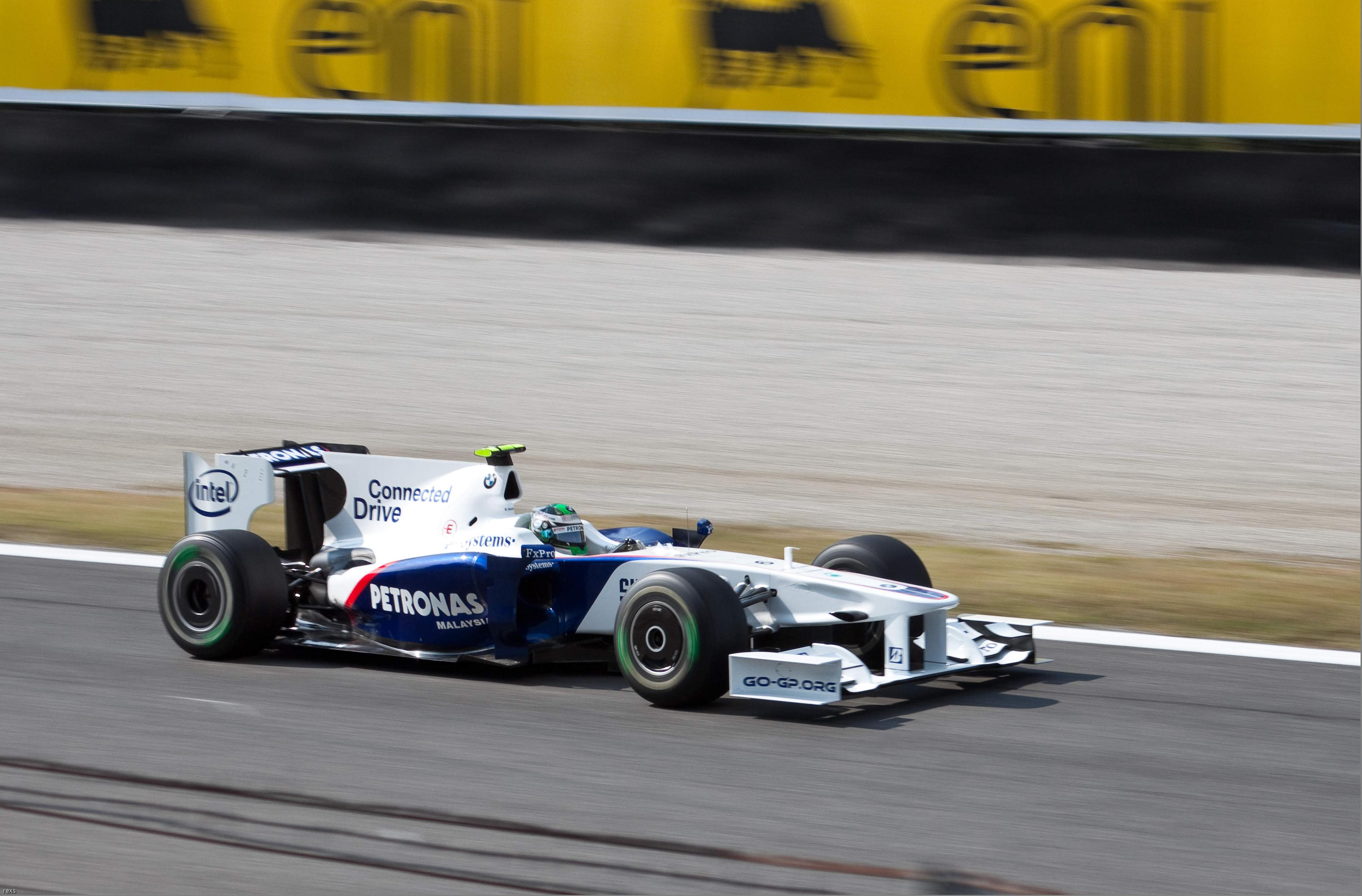
Nick Heidfeld termine septième du Grand Prix

| Pos | Pilote            | Voiture              | Chrono         | Écart   |
| --- | ----------------- | -------------------- | -------------- | ------- |
| 1   | Adrian Sutil      | Force India-Mercedes | 1 min 23 s 336 |         |
| 2   | Jenson Button     | Brawn-Mercedes       | 1 min 23 s 404 | 0 s 068 |
| 3   | Nick Heidfeld     | BMW Sauber           | 1 min 23 s 490 | 0 s 154 |
| 4   | Rubens Barichello | Brawn-Mercedes       | 1 min 23 s 575 | 0 s 239 |
| 5   | Lewis Hamilton    | McLaren-Mercedes     | 1 min 23 s 633 | 0 s 297 |
| 6   | Heikki Kovalainen | McLaren-Mercedes     | 1 min 23 s 803 | 0 s 467 |

## Grille de départ
| Pos | Pilote                   | Écurie               | Qualifications 1 | Qualifications 2 | Qualifications 3 | Poids des monoplaces |
| --- | ------------------------ | -------------------- | ---------------- | ---------------- | ---------------- | -------------------- |
| 1   | Lewis HamiltonSREC       | McLaren-Mercedes     | 1 min 23 s 375   | 1 min 22 s 973   | 1 min 24 s 066   | 653,0 kg             |
| 2   | Adrian Sutil             | Force India-Mercedes | 1 min 23 s 576   | 1 min 23 s 070   | 1 min 24 s 261   | 655,0 kg             |
| 3   | Kimi RäikkönenSREC       | Ferrari              | 1 min 23 s 349   | 1 min 23 s 426   | 1 min 24 s 523   | 662,0 kg             |
| 4   | Heikki KovalainenSREC    | McLaren-Mercedes     | 1 min 23 s 515   | 1 min 23 s 528   | 1 min 24 s 845   | 683,0 kg             |
| 5   | Rubens Barrichello       | Brawn-Mercedes       | 1 min 23 s 483   | 1 min 22 s 976   | 1 min 25 s 015   | 687,0 kg             |
| 6   | Jenson Button            | Brawn-Mercedes       | 1 min 23 s 403   | 1 min 22 s 955   | 1 min 25 s 030   | 682,0 kg             |
| 7   | Vitantonio Liuzzi        | Force India-Mercedes | 1 min 23 s 578   | 1 min 23 s 207   | 1 min 25 s 043   | 679,5 kg             |
| 8   | Fernando AlonsoSREC      | Renault              | 1 min 23 s 708   | 1 min 23 s 497   | 1 min 25 s 072   | 677,5 kg             |
| 9   | Sebastian Vettel         | Red Bull-Renault     | 1 min 23 s 558   | 1 min 23 s 545   | 1 min 25 s 180   | 682,0 kg             |
| 10  | Mark Webber              | Red Bull-Renault     | 1 min 23 s 755   | 1 min 23 s 273   | 1 min 25 s 314   | 683,0 kg             |
| 11  | Jarno Trulli             | Toyota               | 1 min 23 s 014   | 1 min 23 s 611   |                  | 703,0 kg             |
| 12  | Romain GrosjeanSREC      | Renault              | 1 min 23 s 975   | 1 min 23 s 728   |                  | 699,8 kg             |
| 13  | Robert Kubica            | BMW Sauber           | 1 min 24 s 001   | 1 min 23 s 866   |                  | 697,5 kg             |
| 14  | Giancarlo FisichellaSREC | Ferrari              | 1 min 23 s 826   | 1 min 23 s 901   |                  | 690,0 kg             |
| 15  | Nick Heidfeld            | BMW Sauber           | 1 min 23 s 584   | 1 min 24 s 275   |                  | 697,5 kg             |
| 16  | Timo Glock               | Toyota               | 1 min 24 s 036   |                  |                  | 709,8 kg             |
| 17  | Kazuki Nakajima          | Williams-Toyota      | 1 min 24 s 074   |                  |                  | 706,2 kg             |
| 18  | Nico Rosberg             | Williams-Toyota      | 1 min 24 s 121   |                  |                  | 708,6 kg             |
| 19  | Sébastien Buemi          | Toro Rosso-Ferrari   | 1 min 24 s 220   |                  |                  | 706,0 kg             |
| 20  | Jaime Alguersuari        | Toro Rosso-Ferrari   | 1 min 24 s 951   |                  |                  | 706,0 kg             |

Notes : 
- Les pilotes prenant part aux essais avec le SREC sont signalés par la mention SREC.
- Jaime Alguersuari a été rétrogradé de cinq places pour changement de boîtes de vitesses, ce qui ne change rien à sa position à l'issue de la séance de qualification. Il prend le départ de la course depuis la pitlane.

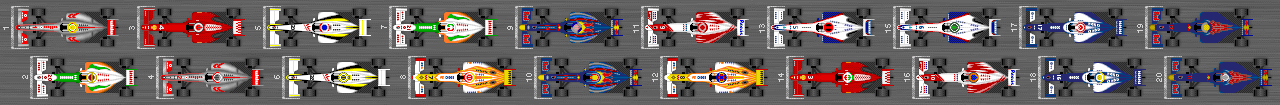
La grille de départ du Grand Prix

## Course

### Déroulement de l'épreuve
La dernière course de la saison sur le continent européen se déroule sous un ciel majoritairement bleu et avec une température de 27° dans l’air et 38° sur la piste.
Dernier des qualifications et pénalisé pour avoir changé sa boîte de vitesses, Jaime Alguersuari s’élance depuis les stands alors que, à l’extinction des feux, Lewis Hamilton profite de sa pole position et du SREC pour négocier la première chicane en tête. Kimi Räikkönen fait de même pour ravir la deuxième place à Adrian Sutil qui devance Rubens Barrichello, Jenson Button, Vitantonio Liuzzi, Heikki Kovalainen, Sebastian Vettel, Fernando Alonso (disposant du SREC) et Robert Kubica.
Mark Webber ne termine pas son premier tour, à la suite d'une sortie de piste dans la deuxième chicane après une bousculade avec Kubica qui endommage son aileron avant et est contraint par la direction de course de s’arrêter au stand pour changer une ailette qui menaçait de se détacher. Dans le peloton, après s’être défait de Vettel, Alonso attaque Kovalainen au bout de la ligne droite pour le gain de la 7e place alors que Nico Rosberg, pris dans la bousculade du départ, regagne les stands pour faire déloger un débris coincé sous son aileron avant et changer ses pneumatiques.
À la fin du 10e tour, Hamilton mène devant Räikkönen à 5 secondes, Sutil à 6 s, Barrichello à 14 s, Button à 17 s, Liuzzi à 21 s, Alonso à 22 s, Kubica à 24 s, Vettel à 32 s et Nick Heidfeld à 33 secondes. Au 15e passage, Hamilton regagne son stand pour le premier des deux arrêts prévus, au contraire de la plupart de ses rivaux sauf Räikkönen et Sutil sur la même stratégie. Sutil stoppe ainsi deux tours plus tard et le Finlandais au début du 19e tour. Entre-temps, Alguersuari abandonne, de même que Kubica.
Barrichello se retrouve alors aux commandes avec 3 secondes d’avance sur Button tandis qu’Hamilton est pris en chasse par Liuzzi, Räikkönen, Alonso, Sutil, Kovalainen, Vettel et Heidfeld. Après 22 tours, un problème mécanique met un terme à la course de Liuzzi. Peu après la mi-course, les pilotes Brawn effectuent leur unique ravitaillement et laissent les rênes de la course à Hamilton, 5 secondes devant Räikkonen, toujours suivi de près par Sutil.
À 20 tours de l’arrivée, Hamilton passe une seconde fois au stand, imité trois tours plus tard par Räikkonen et Sutil. Sutil renverse plusieurs de ses mécaniciens alors que le Finlandais est victime d’un déclenchement inopiné de son anti-calage : ces péripéties retardent légèrement les deux pilotes.
En tête de la course à 10 tours de l’arrivée, Barrichello conserve 5 secondes d’avance sur Button, sous la menace d’Hamilton, tandis que Sutil est toujours dans le sillage de Räikkönen. Alors que Barrichello file vers sa deuxième victoire de la saison, Button sent la menace Hamilton de plus en plus pressante. Le Britannique finit par perdre le contrôle de sa monoplace entre les deux virages Lesmo et tape durement les rails. Cette violente sortie de piste offre la 3e place à Kimi Räikkönen. Adrian Sutil, 4e, inscrit ses premiers points de la saison et Alonso, Kovalainen, Heidfeld et Vettel récoltent les autres points en jeu.

### Classement de la course
| Pos | No | Pilote                | Écurie               | Tours | Temps/Abandon                      | Grille | Points |
| --- | -- | --------------------- | -------------------- | ----- | ---------------------------------- | ------ | ------ |
| 1   | 23 | Rubens Barrichello    | Brawn-Mercedes       | 53    | 1 h 16 min 21 s 706 (241,000 km/h) | 5      | 10     |
| 2   | 22 | Jenson Button         | Brawn-Mercedes       | 53    | + 2 s 866                          | 6      | 8      |
| 3   | 4  | Kimi RäikkönenSREC    | Ferrari              | 53    | + 30 s 664                         | 3      | 6      |
| 4   | 20 | Adrian Sutil          | Force India-Mercedes | 53    | + 31 s 131                         | 2      | 5      |
| 5   | 7  | Fernando AlonsoSREC   | Renault              | 53    | + 59 s 182                         | 8      | 4      |
| 6   | 2  | Heikki KovalainenSREC | McLaren-Mercedes     | 53    | + 1 min 00 s 693                   | 4      | 3      |
| 7   | 6  | Nick Heidfeld         | BMW Sauber           | 53    | + 1 min 02 s 412                   | 15     | 2      |
| 8   | 15 | Sebastian Vettel      | Red Bull-Renault     | 53    | + 1 min 05 s 407                   | 9      | 1      |
| 9   | 3  | Giancarlo Fisichella  | Ferrari              | 53    | + 1 min 26 s 856                   | 14     |        |
| 10  | 17 | Kazuki Nakajima       | Williams-Toyota      | 53    | + 2 min 42 s 163                   | 17     |        |
| 11  | 10 | Timo Glock            | Toyota               | 53    | + 2 min 43 s 925                   | 16     |        |
| 12  | 1  | Lewis HamiltonSREC    | McLaren-Mercedes     | 52    | Accident                           | 1      |        |
| 13  | 12 | Sébastien Buemi       | Toro Rosso-Ferrari   | 52    | Retour aux stands                  | 19     |        |
| 14  | 9  | Jarno Trulli          | Toyota               | 52    | + 1 tour                           | 11     |        |
| 15  | 8  | Romain GrosjeanSREC   | Renault              | 52    | + 1 tour                           | 12     |        |
| 16  | 16 | Nico Rosberg          | Williams-Toyota      | 51    | + 2 tours                          | 18     |        |
| Abd | 21 | Vitantonio Liuzzi     | Force India-Mercedes | 22    | Transmission                       | 7      |        |
| Abd | 11 | Jaime Alguersuari     | Toro Rosso-Ferrari   | 19    | Boîte de vitesses                  | 20     |        |
| Abd | 5  | Robert Kubica         | BMW Sauber           | 15    | Fuite d'huile                      | 13     |        |
| Abd | 14 | Mark Webber           | Red Bull-Renault     | 0     | Collision                          | 10     |        |

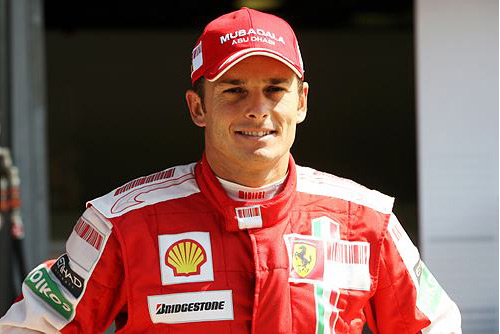
Giancarlo Fisichella quitte Force India pour Ferrari

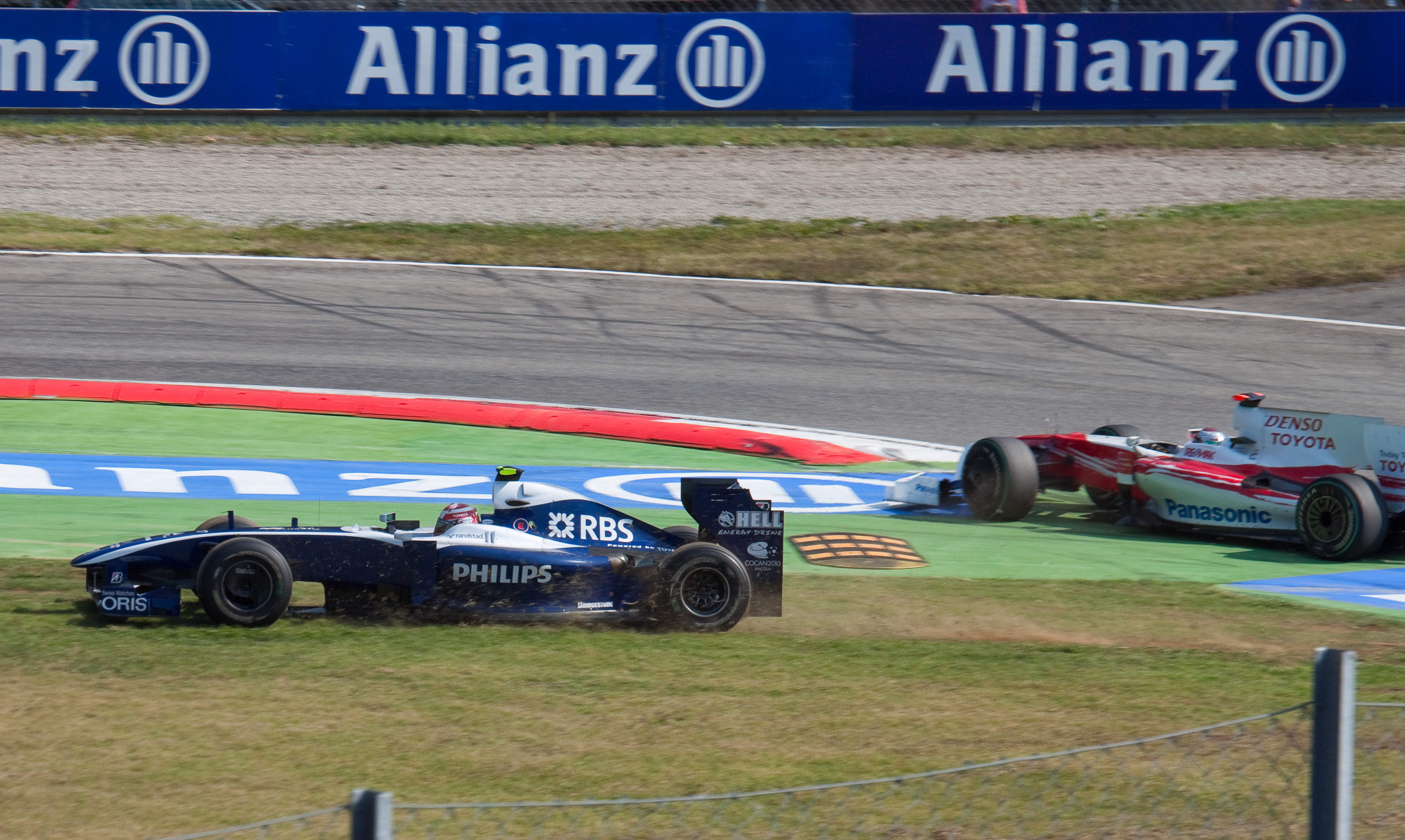
Accrochage entre Nakajima et Trulli

- Les pilotes prenant part au Grand Prix avec le SREC sont signalés par la mention SREC.

### Pole position et record du tour
- Pole position :  Lewis Hamilton (McLaren-Mercedes) en 1 min 24 s 066 (248,077 km/h). Le meilleur temps des qualifications a quant à lui été réalisé par Jenson Button, lors de la Q2, en 1 min 22 s 955.
- Meilleur tour en course :  Adrian Sutil (Force India-Mercedes) en 1 min 24 s 739 (246,106 km/h) au trente-sixième tour.

### Tours en tête
- Lewis Hamilton (McLaren-Mercedes) : 20 tours (1-15 / 30-34)
- Kimi Räikkönen (Ferrari) : 7 tours (16-19 / 35-37)
- Rubens Barrichello (Brawn-Mercedes) : 26 tours (20-29 / 38-53)

## Classements généraux à l'issue de la course
| Pos | Pilote               | Écurie                       | Points |
| --- | -------------------- | ---------------------------- | ------ |
| 1   | Jenson Button        | Brawn-Mercedes               | 80     |
| 2   | Rubens Barrichello   | Brawn-Mercedes               | 66     |
| 3   | Sebastian Vettel     | Red Bull-Renault             | 54     |
| 4   | Mark Webber          | Red Bull-Renault             | 51,5   |
| 5   | Kimi Räikkönen       | Ferrari                      | 40     |
| 6   | Nico Rosberg         | Williams-Toyota              | 30,5   |
| 7   | Lewis Hamilton       | McLaren-Mercedes             | 27     |
| 8   | Jarno Trulli         | Toyota                       | 22,5   |
| 9   | Felipe Massa         | Scuderia Ferrari             | 22     |
| 10  | Heikki Kovalainen    | McLaren-Mercedes             | 20     |
| 11  | Fernando Alonso      | Renault                      | 20     |
| 12  | Timo Glock           | Toyota                       | 16     |
| 13  | Nick Heidfeld        | BMW Sauber                   | 12     |
| 14  | Giancarlo Fisichella | Force India-Mercedes Ferrari | 8      |
| 15  | Robert Kubica        | BMW Sauber                   | 8      |
| 16  | Adrian Sutil         | Force India-Mercedes         | 5      |
| 17  | Sébastien Buemi      | Toro Rosso-Ferrari           | 3      |
| 18  | Sébastien Bourdais   | Toro Rosso-Ferrari           | 2      |

| Pos | Écurie               | Points |
| --- | -------------------- | ------ |
| 1   | Brawn-Mercedes       | 146    |
| 2   | Red Bull-Renault     | 105,5  |
| 3   | Ferrari              | 62     |
| 4   | McLaren-Mercedes     | 47     |
| 5   | Toyota               | 38,5   |
| 6   | Williams-Toyota      | 30,5   |
| 7   | BMW Sauber           | 20     |
| 8   | Renault              | 20     |
| 9   | Force India-Mercedes | 13     |
| 10  | Toro Rosso-Ferrari   | 5      |

## Statistiques
- 15e pole position de sa carrière pour Lewis Hamilton.
- 11e victoire de sa carrière pour Rubens Barrichello.
- 8e victoire pour Brawn en tant que constructeur.
- 76e victoire pour Mercedes en tant que motoriste.
- 4e doublé pour l'écurie Brawn.
- 1re qualification en première ligne pour Adrian Sutil.
- 1er meilleur tour en course de sa carrière pour Adrian Sutil.
- 1er meilleur tour en course pour l'écurie Force India.
- 41e arrivée consécutive parmi les pilotes classés et 33e arrivée consécutive en recevant le drapeau à damier pour Nick Heidfeld qui établit deux nouveaux records.
- Rubens Barrichello, en menant l'épreuve pendant 26 tours (151 km), passe la barre des 4 000 km en tête d'un Grand Prix (4 066 km).
- Kimi Räikkönen rejoint Fernando Alonso au classement du nombre de points inscrits par des pilotes en activité. Ils ont inscrit tous deux 571 points depuis leurs débuts. Rubens Barrichello est toujours en tête de ce classement des pilotes en activité avec 596 points.
- 40e départ en Grand Prix et meilleure qualification de sa carrière (7e) pour Vitantonio Liuzzi qui effectue son retour en championnat du monde chez Force India en remplacement de Giancarlo Fisichella, parti chez Ferrari. Liuzzi n'avait plus pris le départ en championnat depuis le Grand Prix du Brésil 2007.
- Les monoplaces Renault sont dotées du SREC, système qui n'avait plus été utilisé depuis le troisième Grand Prix de la saison, à Bahreïn.
- À l'issue de cette course, Jenson Button, Rubens Barrichello, Sebastian Vettel et Mark Webber sont désormais les seuls pilotes mathématiquement capables de remporter le championnat du monde. Ce titre serait le premier pour chacun des postulants encore en lice.
- Dernière course pour Flavio Briatore en tant que directeur d'écurie de Renault F1 Team. Briatore a été reconnu coupable par le Conseil Mondial du Sport Automobile de tricherie lors du Grand Prix de Singapour 2008 et a été radié à vie du monde de la Formule 1 et de tout sport régi par la FIA à compter du 21 septembre 2009[2]. Dès le 16 septembre 2009, l'écurie Renault F1 Team s'était séparée de son manager implicitement reconnu responsable des faits de tricherie du Grand Prix de Singapour 2008[3].